# 치킨 런: 너겟의 탄생
"치킨 런: 너겟의 탄생"(영어: Chicken Run: Dawn of the Nugget)은 2023년 개봉한 영국의 코미디 스톱모션 애니메이션 영화이다. 2000년의 영화인 《치킨 런》의 후속작이다.